# The Bell Curve
The Bell Curve: Intelligence and Class Structure in American Life est un livre  controversé paru en 1994, écrit par le psychologue Richard J. Herrnstein et le politologue Charles Murray, tous deux américains. Leur idée la plus controversée porte sur le lien qu'ils établissent entre la race et le niveau de connaissance, en suggérant de mener des politiques en conséquence.
Leur thèse, majoritairement considérée comme pseudo-scientifique[réf. nécessaire], est que le QI serait un élément déterminant de caractéristiques comme les revenus, le rendement au travail, les enfants hors mariage, la criminalité et qu'il serait même plus déterminant que le statut socioéconomique des parents. Ils définissent une « élite cognitive » comme étant composée des personnes dont le QI est le plus élevé dans la population et qui vivrait séparée du reste de la population dont le QI est plus faible, ce qui contribuerait à créer des injustices aux Etats-Unis.
Ils abordent en particulier la question des différences d’intelligence selon l’appartenance ethnique, soit la thématique liée à la comparaison entre race et intelligence. Les auteurs ont affirmé que les différences de QI moyen entre les groupes raciaux et ethniques sont au moins en partie d’origine génétique, une opinion qui est maintenant considérée comme discréditée par la science dominante,,.
De nombreuses références et sources utilisées dans le livre provenaient de défenseurs de la pureté raciale, dont la recherche a été financée par l’organisation suprémaciste blanche Pioneer Fund. Bien que le livre ait suscité beaucoup de critiques et d'oppositions, certaines personnalités ont aussi pris sa défense. Cette polémique a abouti à la sortie d'un livre de Russell Jacoby et Naomi Glauberman nommé The Bell Curve Debate.

## Origine du titre

La courbe en cloche de la répartition de la population par QI, qui donne son nom au livre.

Le titre The Bell Curve (La courbe en cloche) fait référence à la répartition théorique de la population par QI, dont la représentation est une courbe de Gauss, aussi appelée « courbe en cloche ». Cette courbe est représentée sur la couverture du livre. L'objectif des auteurs aurait été d'expliquer les variations de l’intelligence dans la société américaine et de mettre en garde contre certaines conséquences de cette variation. Ils ont donc proposé des politiques sociales pour atténuer les conséquences de ce constat.

## Sommaire
Le livre n'a jamais été édité en France mais des versions anglophones sont disponibles à l'achat sur internet.

## Controverses
The Bell Curve a provoqué lors de sa publication de multiples réactions par rapport à la théorie qu’il propose. Les auteurs du livre ont notamment été accusés de défendre le racialisme et l’eugénisme et l'on a pointé la fragilité de leur méthode et de leurs arguments.
Cinquante-deux personnes désignées comme spécialistes du domaine de l'intelligence ont soutenu les conclusions de ce livre lors de la publication de la tribune Mainstream Science on Intelligence. Parmi eux, le psychologue suprémaciste Richard Lynn, qui a publié par la suite The Global Bell Curve où il tente d'étendre l'étude et les conclusions de l'ouvrage, qui ne concernent que les États-Unis, à d'autres pays.
Des livres ont été écrits en réponse à leur thèse, comme The Bell Curve Debate, où de nombreux auteurs s’expriment contre les théories de Herrnstein et Murray, ou l'ouvrage du paléontologue américain Stephen Jay Gould qui dresse dans The Mismeasure of Man une histoire et une critique des méthodes statistiques et des motivations culturelles qui sous-tendent la théorie du déterminisme biologique ou Inequality by Design : Cracking the Bell Curve Myth, dont les auteurs démontrent les erreurs de Hernstein et Murray.

## Éditions
- (en) The Bell Curve: Intelligence and Class Structure in American Life, New York, Free Press, 1994.